# Colombia Tiene Futuro
Colombia Tiene Futuro es un movimiento político, grupo significativo de ciudadanos y fundación de Colombia creado por el exministro de salud, y de educación Alejandro Gaviria.

## Creación
El 27 de agosto del 2021, Gaviria hizo oficial su intención de competir por la presidencia a través de un vídeo en redes sociales.

## Precandidatura presidencial
El 28 de noviembre de 2021, el movimiento firma un acuerdo en el que se integra a la Coalición Centro Esperanza, en ese momento llamada Coalición de la Esperanza para competir en una consulta dentro de la misma en donde se definiría el candidato presidencial de las mismas para las elecciones de mayo de 2022.
Gaviria decide recolectar firmas para inscribirse como candidato como parte de la Coalición Centro Esperanza, con un poco más de un millón de las mismas.